# Сариозек (Осакаровський район)
Сариозе́к (каз. Сарыөзек) — село у складі Осакаровського району Карагандинської області Казахстану. Адміністративний центр Сариозецького сільського округу.
Населення — 904 особи (2021; 1228 у 2009, 1104 у 1999, 1189 у 1989).
Національний склад станом на 1989 рік:
- німці — 75 %.

До 2002 року село називалось Вольське.